# Kenney-Nunatak
Der Kenney-Nunatak ist ein markanter Nunatak im ostantarktischen Viktorialand. In der Royal Society Range ragt er 2,5 km südsüdwestlich des Ugolini Peak inmitten des Waddington-Gletschers auf.
Das Advisory Committee on Antarctic Names benannte ihn 1994 nach Frank J. Kenney, Kartograph des United States Geological Survey, der zwischen 1991 und 1992 an der internationalen GPS-Kampagne auf der Byrd-Station, der McMurdo-Station und im Gebiet der Pine Island Bay beteiligt war.